# Laura Orgué
Laura Orgué Vila (Barcelona, 11 de septiembre de 1986) es una deportista española que compite en esquí de fondo y corredora de carreras de montaña con amplio palmarés internacional en esta disciplina, entre cuyos logros destacan cinco victorias en la general de la Copa de Mundo en la modalidad de Kilómetro Vertical con innumerables victorias en pruebas de Copa del Mundo.
Su mejor actuación en unos Juegos  Olímpicos fue el décimo puesto obtenido en Sochi 2014 en la prueba de 30 km de esquí de fondo, quedándose a sólo 5,7 segundos del diploma en los Juegos Olímpicos de Sochi 2014.

## Trayectoria
- Juegos Olímpicos de Turín 2006:
  - 63.ª en 10 km estilo clásico
  - 63.ª en 15 km persecución estilo combinado
- Juegos Olímpicos de Vancouver 2010: 
  - 38.ª en 10 km individual estilo clásico
  - 27.ª en 15 km persecución estilo combinado
  - 37.ª en 30 km salida en grupo estilo clásico
- Juegos Olímpicos de Sochi 2014:
  - 25.ª en 15 km persecución estilo combinado
  - 28.ª en 10 km. estilo clásico
  - 10.ª posición en los 30 km, libre salida en masa.